# Попов, Валерий Сергеевич (шахматист)
Вале́рий Серге́евич Попо́в (род. 10 сентября 1974, Ленинград) — советский и российский шахматист, тренер.

## Биография
Воспитанник ДЮСШ-2 Калининского района Ленинграда. С 1994 года международный мастер, в 1999 получает гроссмейстерский титул. Был участником нескольких чемпионатов Санкт-Петербурга, в 2001 и 2006 становился чемпионом города. В финале Кубка России 2001 занял второе место. Вице-чемпион Европы по быстрым шахматам (Варшава, 2008). В международных турнирах: Быдгощ (2001) — 1-е; фестиваль «Белые ночи» Санкт-Петербурга (2001, 2008) — 1-е; 42-й международный шахматный фестиваль в Биле (2009) — 2-е места. В клубных состязаниях среди прочего выступал за команды Северо-Западной Академии Госслужбы, «ТПС-Саранск» и «Лентрансгаз». В составе клуба Sollentuna SK стал чемпионом Швеции. Тренер гроссмейстеров Александра Шиманова и Даниила Линчевского. В декабре 2018 года выиграл чемпионат Европы по быстрым шахматам в македонском Скопье.

## Изменения рейтинга
| Графики недоступны из-за технических проблем. См. информацию на Фабрикаторе и на mediawiki.org. |